# Departamento Centro (Haití)
El departamento Centro (en francés: département du Centre; y en criollo haitiano: depatman Sant) es uno de los diez departamentos (en francés: départements) de Haití, situado en el centro del país, formando la frontera con la República Dominicana. Tiene un área de 3.675 km² y una población de 564.200 habitantes (2002). Su capital es Hinche.

## Historia
Como toda la isla el territorio inicialmente fue una Colonia Española, al dividirse entre España y Francia parte del territorio quedaría en manos haitianas con la Independencia y parte en manos españolas, según algunas fuentes República Dominicana cedió en 1929 parte del territorio incluyendo, Hinche una antigua ciudad española llamada inicialmente Hincha. Ciudad donde nació  Charlemagne  Péralte, líder del movimiento Cacos, opuesto a la ocupación estadounidense en 1915.

## Geografía
El departamento se divide en 4 distritos:

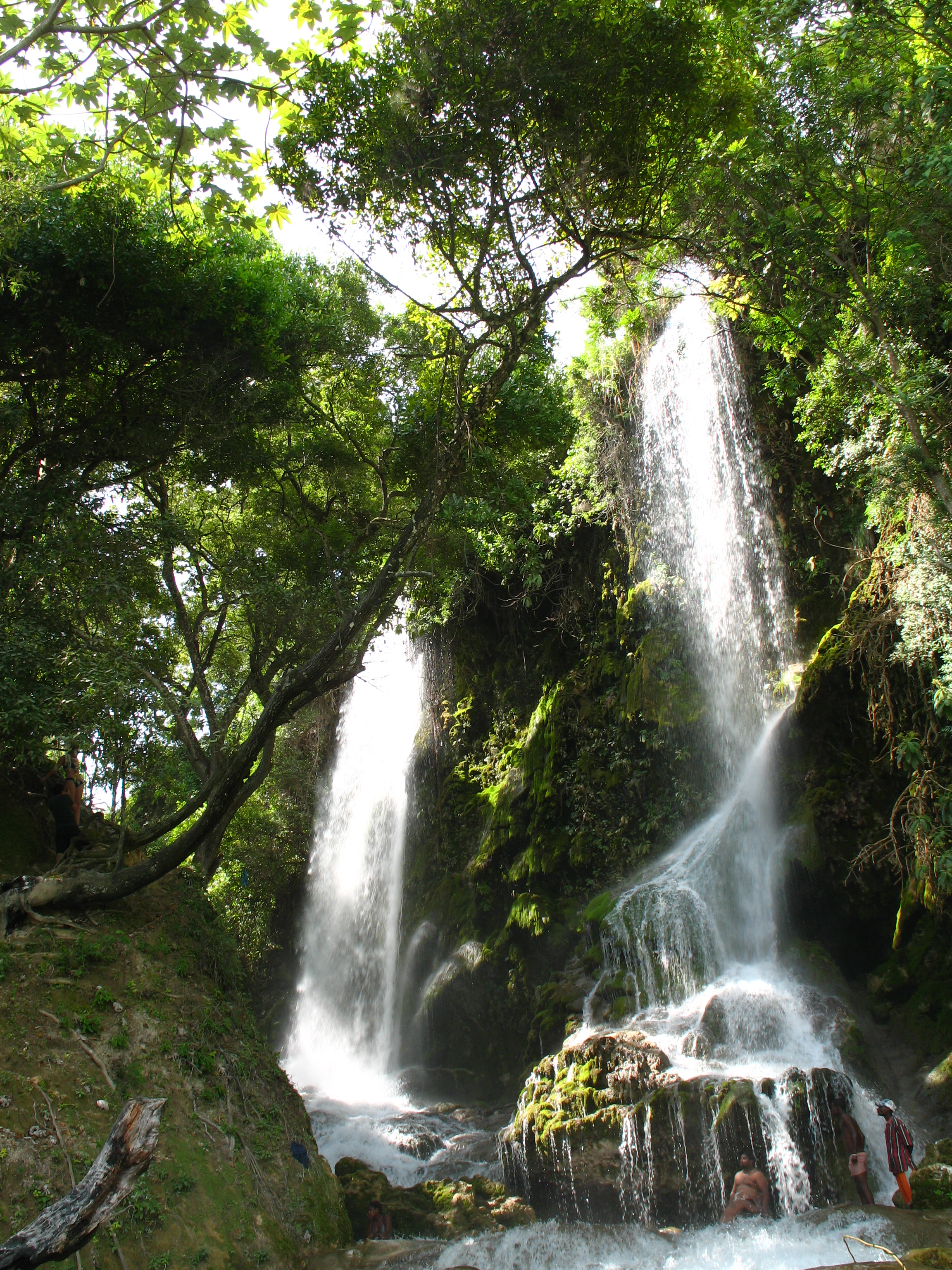
Cascada en el Departamento de Centro, Haití

1. Cerca-la-Source
2. Hincha
3. Las Caobas
4. Mirebalais

## Comunas
El departamento Centro tiene 12 municipios:
- Belladère
- Boucan-Carré
- Cerca-Carvajal
- Cerca-la-Source
- Hincha
- Las Caobas
- Maïssade
- Mirebalais
- Saut-d'Eau
- Savanette
- Thomassique
- Thomonde